# Baleno (Masbate)
Pour les articles homonymes, voir Baleno.
Baleno est une localité de la province de Masbate, aux Philippines. En 2015, elle compte 26 096 habitants.